# Episodi di Hawaii Five-0 (quinta stagione)
La quinta stagione della serie televisiva Hawaii Five-0, composta da 25 episodi, è stata trasmessa in prima visione assoluta negli Stati Uniti dalla CBS dal 26 settembre 2014 all'8 maggio 2015.
In Italia la stagione è trasmessa da Rai2 dal 3 aprile 2015. In Svizzera ha invece debuttato su RSI LA2 il 26 aprile 2015; dal 26 luglio al 23 agosto dello stesso anno, l'emittente elvetica ha trasmesso la stagione in prima visione assoluta in lingua italiana a partire dal diciassettesimo episodio.
| nº | Titolo originale                       | Titolo italiano         | Prima TV USA      | Prima TV in italiano |
| -- | -------------------------------------- | ----------------------- | ----------------- | -------------------- |
| 1  | A'ohe Kahi e Pe'e Ai (Nowhere to Hide) | Sotto assedio           | 26 settembre 2014 | 3 aprile 2015        |
| 2  | Ka Makuakane (Family Man)              | Padre di famiglia       | 3 ottobre 2014    | 3 aprile 2015        |
| 3  | Kanalu Hope Loa (The Last Break)       | L'ultimo colpo          | 10 ottobre 2014   | 10 aprile 2015       |
| 4  | Ka Noe'au (The Painter)                | Il pittore              | 17 ottobre 2014   | 10 aprile 2015       |
| 5  | Ho'oilina (Legacy)                     | L'eredità               | 24 ottobre 2014   | 17 aprile 2015       |
| 6  | Ho'oma'ike (Unmasked)                  | Il falsario             | 31 ottobre 2014   | 17 aprile 2015       |
| 7  | Ina Paha (If Perhaps)                  | Se per caso...          | 7 novembre 2014   | 24 aprile 2015       |
| 8  | Ka Hana Malu (Inside Job)              | Il matrimonio           | 21 novembre 2014  | 24 aprile 2015       |
| 9  | Ke Koho Mamao Aku (Longshot)           | Alberi di Natale        | 12 dicembre 2014  | 1º maggio 2015       |
| 10 | Wawahi moe'uhane (Broken Dreams)       | Sogni infranti          | 2 gennaio 2015    | 1º maggio 2015       |
| 11 | Ua'aihue (Stolen)                      | Il più grande colpo     | 9 gennaio 2015    | 8 maggio 2015        |
| 12 | Poina 'Ole (Not Forgotten)             | Duplice omicidio        | 16 gennaio 2015   | 8 maggio 2015        |
| 13 | Lā Pō'ino (Doomsday)                   | Il giorno del giudizio  | 30 gennaio 2015   | 13 maggio 2015       |
| 14 | Powehiwehi (Blackout)                  | Black-out               | 6 febbraio 2015   | 13 maggio 2015       |
| 15 | E 'Imi pono (Searching for the Truth)  | Il signore della guerra | 13 febbraio 2015  | 22 maggio 2015       |
| 16 | Nanahu (Embers)                        | Brace                   | 20 febbraio 2015  | 22 maggio 2015       |
| 17 | Kuka'awale (Stakeout)                  | Appostamento            | 27 febbraio 2015  | 26 luglio 2015       |
| 18 | Pono Kaulike (Justice for All)         | Giustizia per tutti     | 6 marzo 2015      | 2 agosto 2015        |
| 19 | Kahania (Close Shave)                  | L'apparenza inganna     | 13 marzo 2015     | 2 agosto 2015        |
| 20 | 'Ike Hanau (Instinct)                  | Istinto                 | 3 aprile 2015     | 9 agosto 2015        |
| 21 | Ua helele'i ka hoku (Fallen Star)      | Stella cadente          | 10 aprile 2015    | 9 agosto 2015        |
| 22 | Hoʻamoano (Chasing Yesterday)          | A caccia del passato    | 24 aprile 2015    | 16 agosto 2015       |
| 23 | Moʻo ʻolelo Pu (Sharing Traditions)    | Tradizioni di famiglia  | 1º maggio 2015    | 16 agosto 2015       |
| 24 | Luapoʻi (Prey)                         | Preda                   | 8 maggio 2015     | 23 agosto 2015       |
| 25 | A Make Kāua (Until We Die)             | Il matrimonio           | 8 maggio 2015     | 23 agosto 2015       |

## Sotto assedio
- Titolo originale: A'ohe Kahi e Pe'e Ai (Nowhere to Hide)
- Diretto da: Bryan Spicer
- Scritto da: Peter M. Lenkov e Ken Solarz

### Trama
Danny e Steve sono dalla psicologa per fare una valutazione richiesta dal Governatore. Nel frattempo, nell'isola si scatena il panico per gli attacchi di un drone che uccide sette persone e ne ferisce molte altre.

## Padre di famiglia
- Titolo originale: Ka Makuakane (Family Man)
- Diretto da: Sylvain White
- Scritto da: Steven Lilien e Bryan Wynbrandt

### Trama
La figlia di un militare, il quale è in missione in Afghanistan, viene rapita. Ben presto si scoprirà che il rapitore ha sbagliato obiettivo. La bambina che voleva rapire era la figlia di una ricca famiglia proprietaria di un'azienda che fabbrica articoli per bambini.

## L'ultimo colpo
- Titolo originale: Kanalu Hope Loa (The Last Break)
- Diretto da: Joe Dante
- Scritto da: Sarah Byrd

### Trama
Tre avvenenti rapinatrici derubano i turisti su un autobus, ma a differenza dei precedenti colpi questa volta uccidono un uomo. Dopo aver esaminato la vittima, la dottoressa Shaw scopre che non si è trattato affatto di un incidente. Nel frattempo Danny cerca il denaro di Reyes per salvare il fratello, mentre Jerry è sempre fermamente convinto che la libreria che sta sorvegliando stampi banconote false.

## Il pittore
- Titolo originale: Ka Noe'au (The Painter)
- Diretto da: Peter Weller
- Scritto da: Peter M. Lenkov e Ken Solarz

### Trama
Un sicario arriva alle Hawaii per compiere degli omicidi per conto di una famiglia mafiosa di Detroit, i Bagosa. Stranamente viene ucciso da un altro sicario che lavora sempre per la stessa famiglia, che cerca una redenzione. Intanto Danny trova i soldi di suo fratello, ma scopre che non bastano per salvargli la vita.

## L'eredità
- Titolo originale: Ho'oilina (Legacy)
- Diretto da: Bryan Spicer
- Scritto da: Eric Guggenheim

### Trama
Mentre si trova al cimitero per l'anniversario della morte di suo padre, Steve incontra una donna misteriosa che sta lasciando dei fiori sulla sua tomba. La donna si racconta che suo padre aveva seguito più piste per scoprire l'assassino di suo padre senza successo. Steve riesce di risolvere il caso lasciato irrisolto da suo padre.

## Il falsario
- Titolo originale: Ho'oma'ike (Unmasked)
- Diretto da: Joe Dante
- Scritto da: David Wolkove (soggetto); Steven Lilien e Bryan Wynbrandt (sceneggiatura)